# 8G
8G (8-осный, с кремниевыми (полупроводниковыми) выпрямителями (кит. трад. 硅整流, пиньинь Guī zhěngliú)) — восьмиосный электровоз переменного тока, выпускавшийся с 1987 по конец 1990 года советским заводом НЭВЗ и эксплуатирующийся на китайских железных дорогах.

## Конструкция
8G состоит из двух четырёхосных секций. По конструкции он во многом копирует советский электровоз ВЛ80С, но по требованию заказчика был внесён ряд изменений. В результате перепроектированию подверглось большинство деталей.